# کانادای غربی
کانادای غربی (انگلیسی: Western Canada) همچنین شناخته‌شده با نام‌های استان‌های غربی، منطقه‌ای از کانادا است که استان‌های آلبرتا، مانیتوبا، ساسکاچوان و بریتیش کلمبیا را در بر می‌گیرد. بریتیش کلمبیا از لحاظ فرهنگی، سیاسی و اقتصادی مستقل از سه استان دیگر است و منطقه آن با نام ساحل غربی شناخته می‌شود؛ در حالی‌که آلبرتا، ساسکاچوان و بریتیش کلمبیا منطقه‌ای به نام دشت‌های کانادا را تشکیل می‌دهند.

## شهرهای مرکزی
مرکز استان‌های آلبرتا، مانیتوبا، ساسکاچوان و بریتیش کلمبیا به ترتیب شهرهای ادمونتون، وینیپگ، رجاینا و ویکتوریا است.